# Meer van Neuchâtel
Het Meer van Neuchâtel (Duits: Neuenburgersee, Frans: Lac de Neuchâtel) heeft een oppervlakte van 217,9 km² en is daarmee het grootste meer dat geheel binnen Zwitserland ligt. Vier Zwitserse kantons, Neuchâtel, Fribourg, Vaud en Bern grenzen aan het meer.
De volgende rivieren monden uit in het meer: de Areuse, de Thielle, en het Broyekanaal uit het Meer van Murten. De afvloeiende waterloop (Canal de la Thielle) mondt uit in het Meer van Biel. Samen met het meer van Murten dient het meer van Neuchâtel als egalisatiebekken voor de Aare die in het meer van Biel uitmondt. Wanneer het meer van Biel wordt overvuld, vloeit het water in het Broyekanaal daarom terug.
Het meer van Neuchâtel is 38,3 km lang en maximaal 8,2 km breed. De maximale diepte is 152 m en de inhoud van het meer is 14,0 km³. Het afwatergebied rondom het meer bedraagt 2670 km².
Aan de noordelijke oever ligt de stad Neuchâtel, aan de westelijke kant Yverdon-les-Bains en Grandson. Aan de zuidelijke kant ligt het middeleeuws stadje Estavayer-le-Lac.
Het meer werd bezocht door de prehistorische mens, zoals blijkt uit overblijfselen (plaats van het resort aan het meer van Auvernier en het archeologisch museum, het Laténium) waar ook botten van bruine beer en Euraziatische bever werden gevonden (twee soorten die toen bijna alomtegenwoordig waren in Europa). Verschillende megalithische monumenten langs het meer, zoals de uitlijning van Clendy en de menhirs van Gorgier en Saint-Aubin-Sauges. 
Uit de bronstijd (ca 2.000 - 750 v. Chr.) werden tal van bronzen voorwerpen gevonden in de oevernederzettingen.